# دير الأنبا بولا
دير الأنبا بولا هو دير قبطي أرثوذكسي وأحد أقدم الأديرة المصرية يقع في الصحراء الشرقية بالقرب من جبال البحر الأحمر. يبعد حوالي 155 كم (96 ميل) جنوب شرق القاهرة. سمي بهذا الاسم نسبة الى الأنبا بولا. كما ويُعرف الدير أيضًا باسم دير النمور. أنشئ في أواخر القرن الرابع الميلادي وبداية القرن الخامس.

## الموقع
يقع غربي أحد جبال الجلالة العالية وتحيط به هضاب مرتفعة، وهي البقعة التي يقول الأقباط إن العبرانيين عبروا منها مع موسى النبي إلى البحر الأحمر عند خروجهم من أرض مصر. ويصل إليه طريق السويس - رأس غارب (بداية ريفييرا البحر الأحمر)، أو طريق غير معبد من بني سويف.

## تاريخ
يعود تاريخ الدير إلى القرن الرابع الميلادي. ويحمل أهمية تاريخية لكونه بني فوق المغارة التي عاش فيها بولس أكثر من ثمانين سنة. أقدم رواية عن الدير مصدرها أنطونيوس الشهيد، وهو مواطن من بلاسينتيا زار قبر الأنبا بولا بين عامي 560 و570 م.
أول الرهبان الذين سكنوا الدير هم بعض تلاميذ أنطونيوس الكبير، ربما سكنه الملكيون لفترة قصيرة، وتبعهم رهبان مصريون مرة أخرى ورهبان سريان. وربما كان للسريان وجود مستدام في الدير، إذ يبدو أنهم سكنوا الدير أيضًا خلال النصف الأول من القرن الخامس عشر، وبعد ذلك اختفى وجودهم. وفقًا لمرجع إثيوبي معزول، نفي البابا القبطي الأرثوذكسي السبعين غبريال الثاني (1131-1145 م)، إلى دير الأنبا بولا لمدة ثلاث سنوات.

## معرض صور

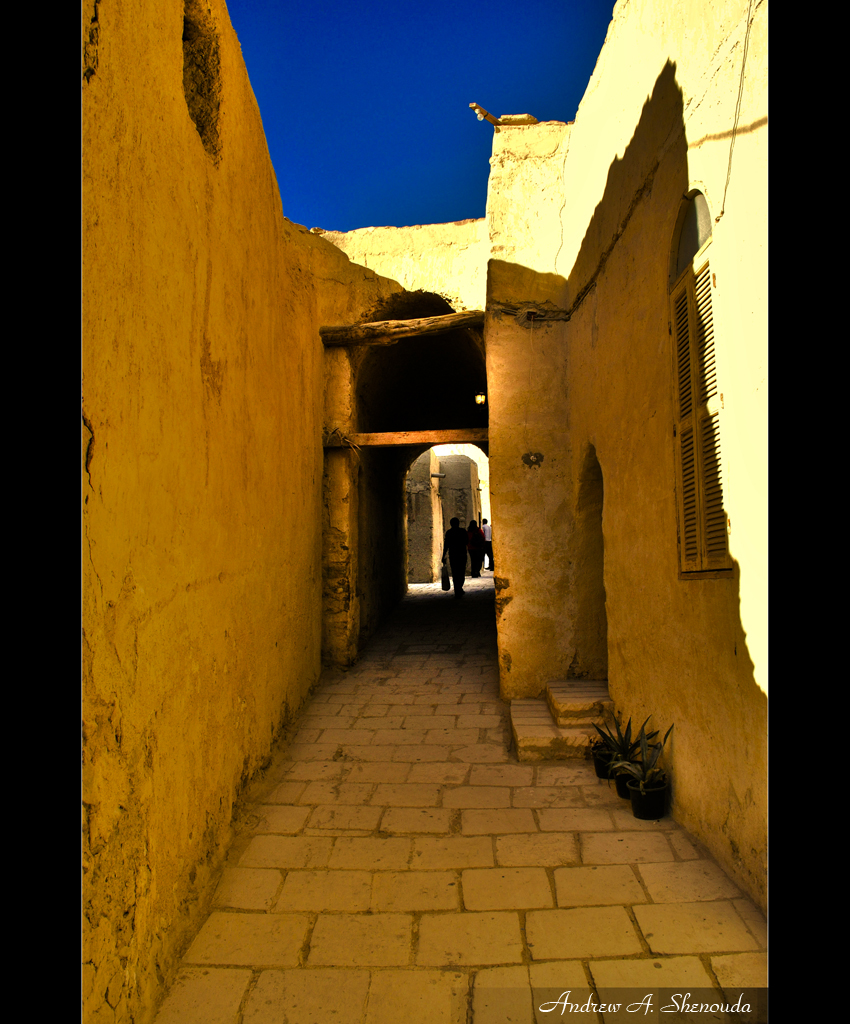
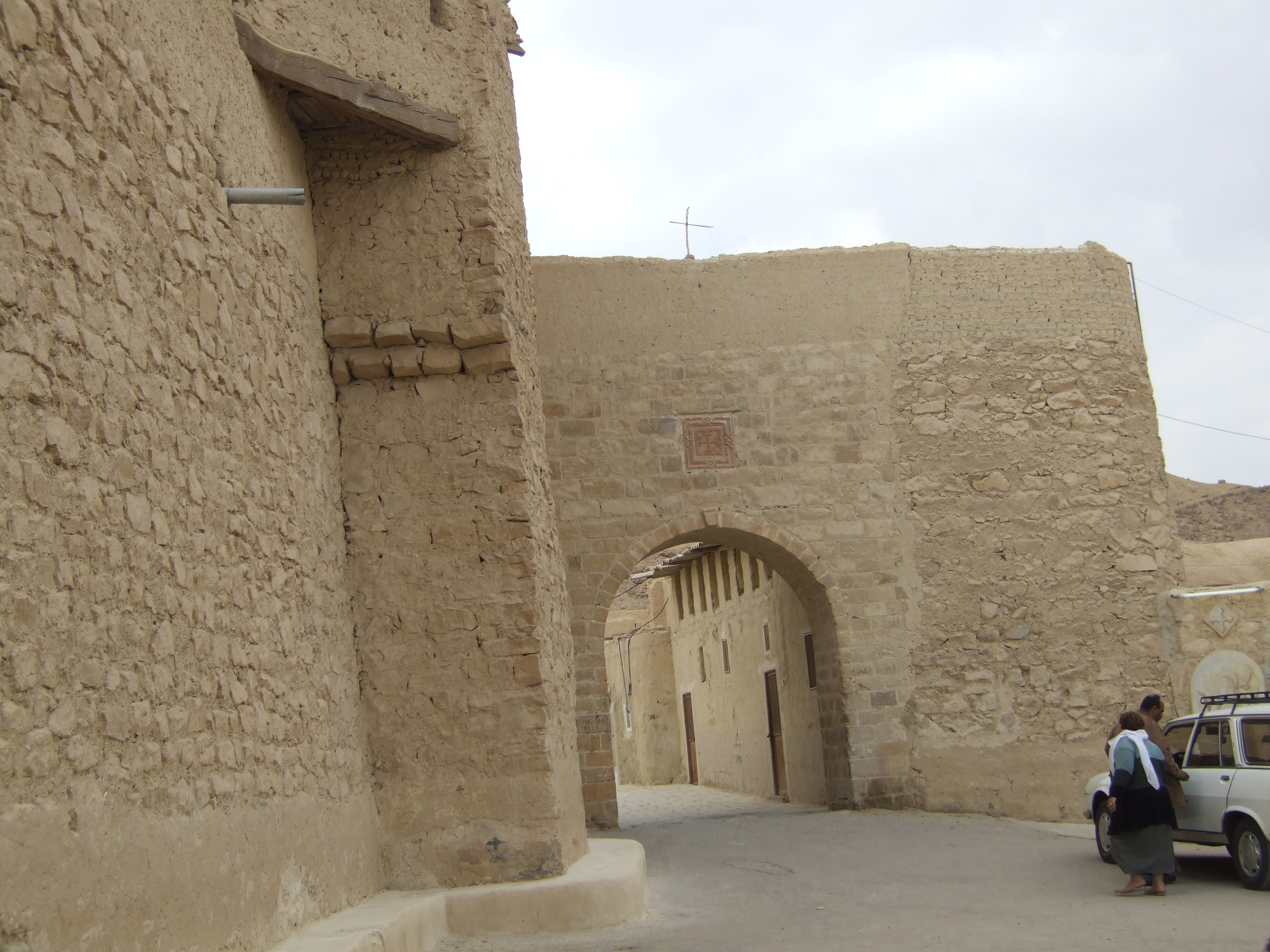
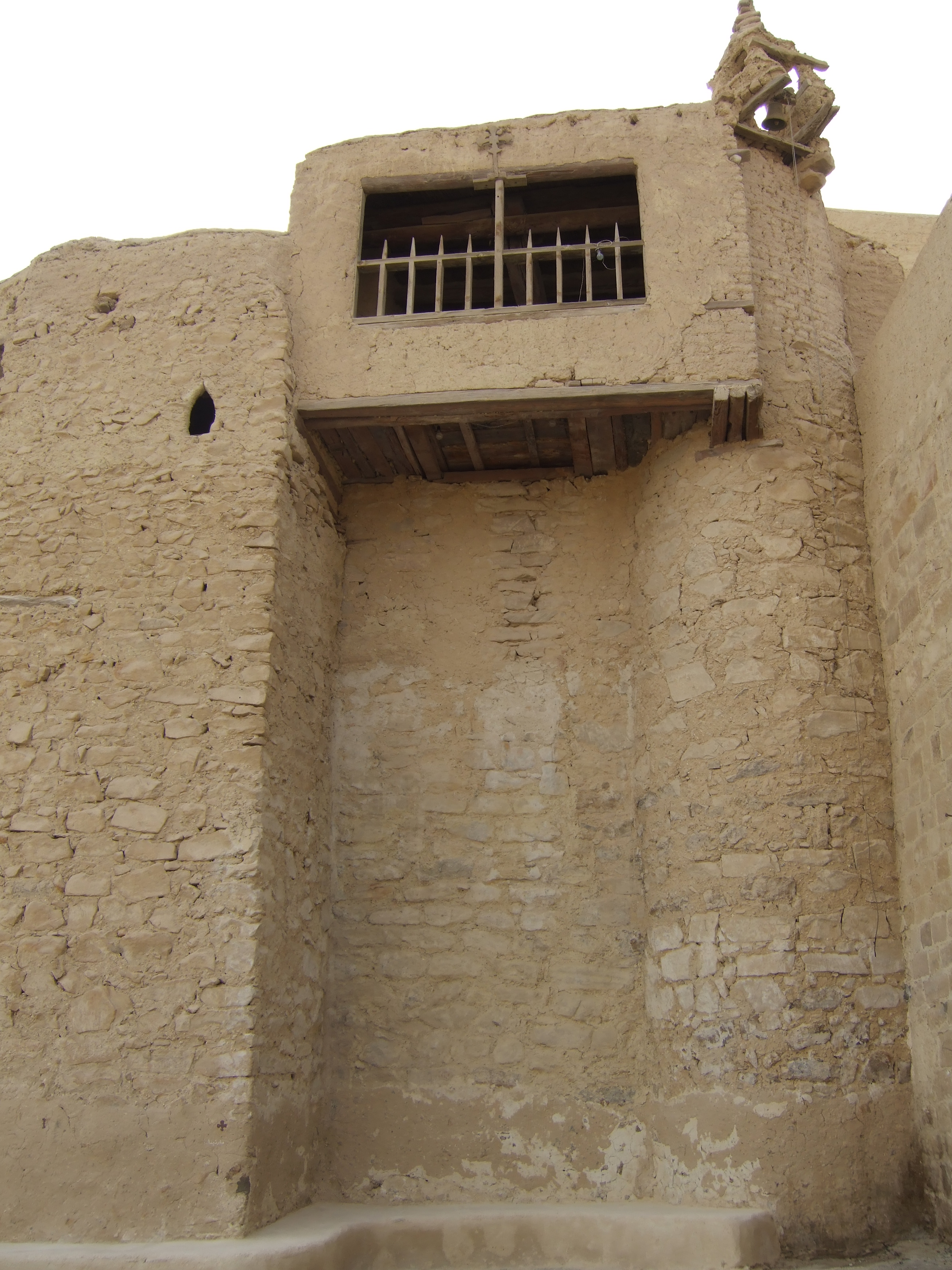
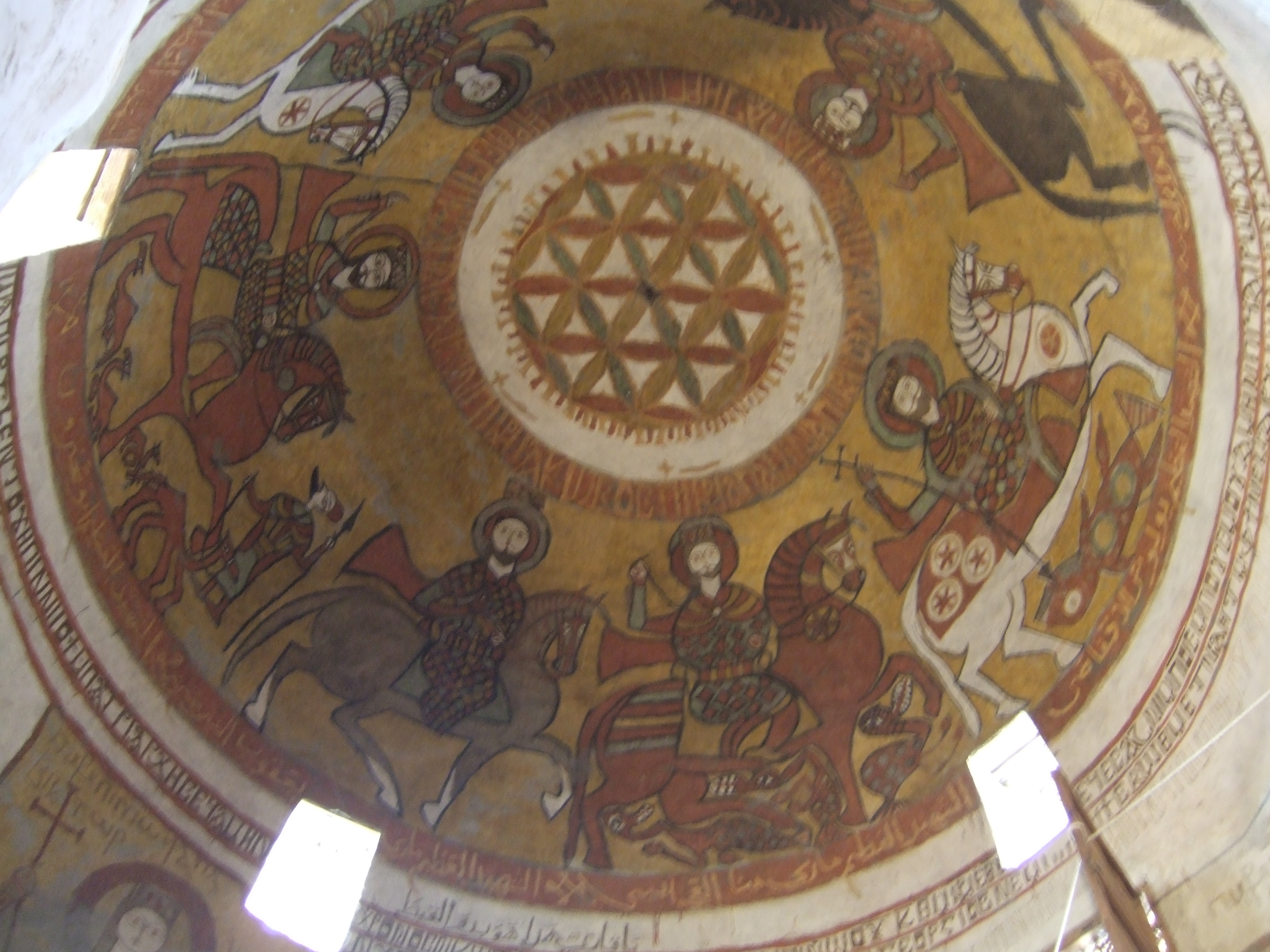
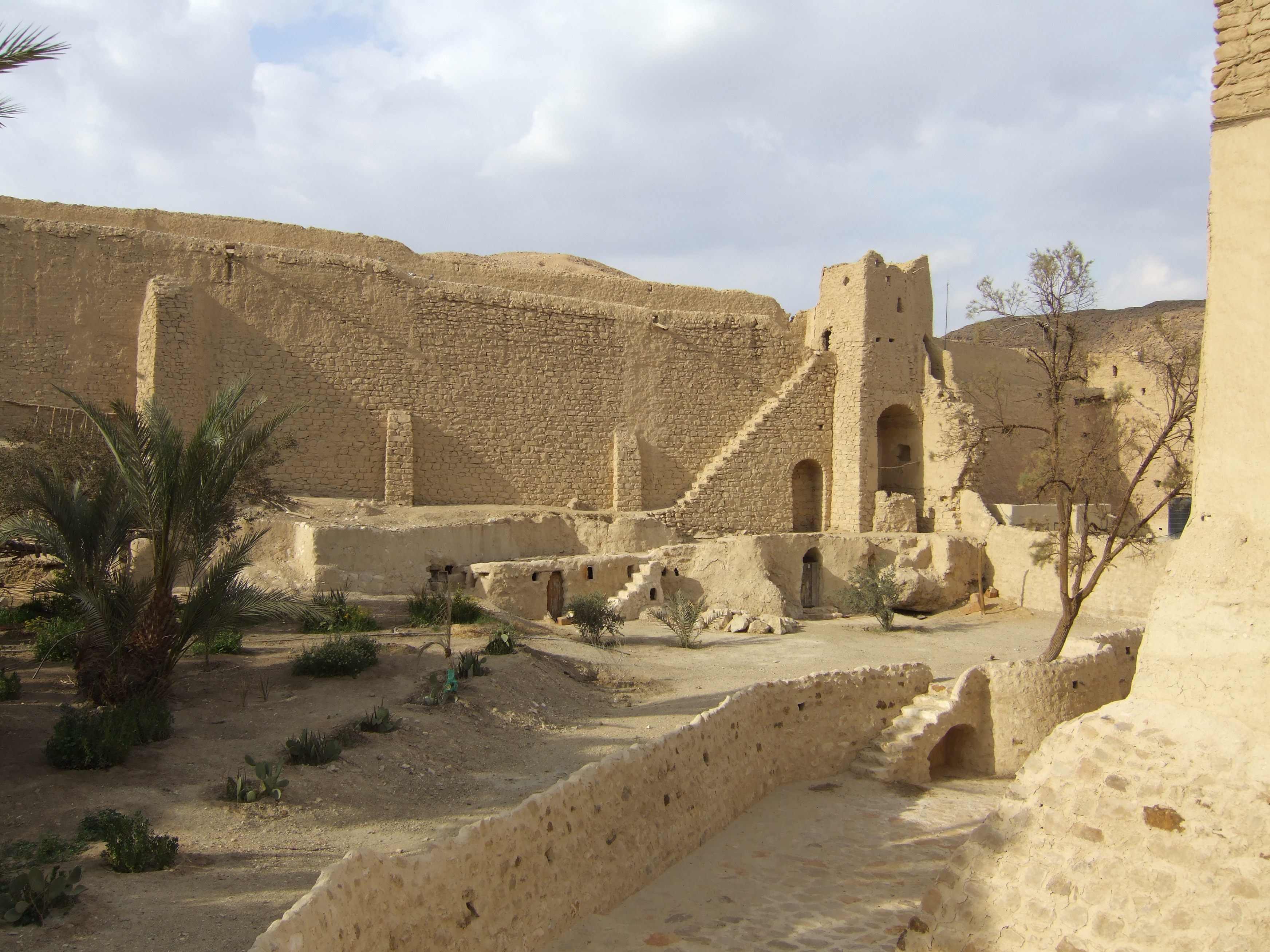
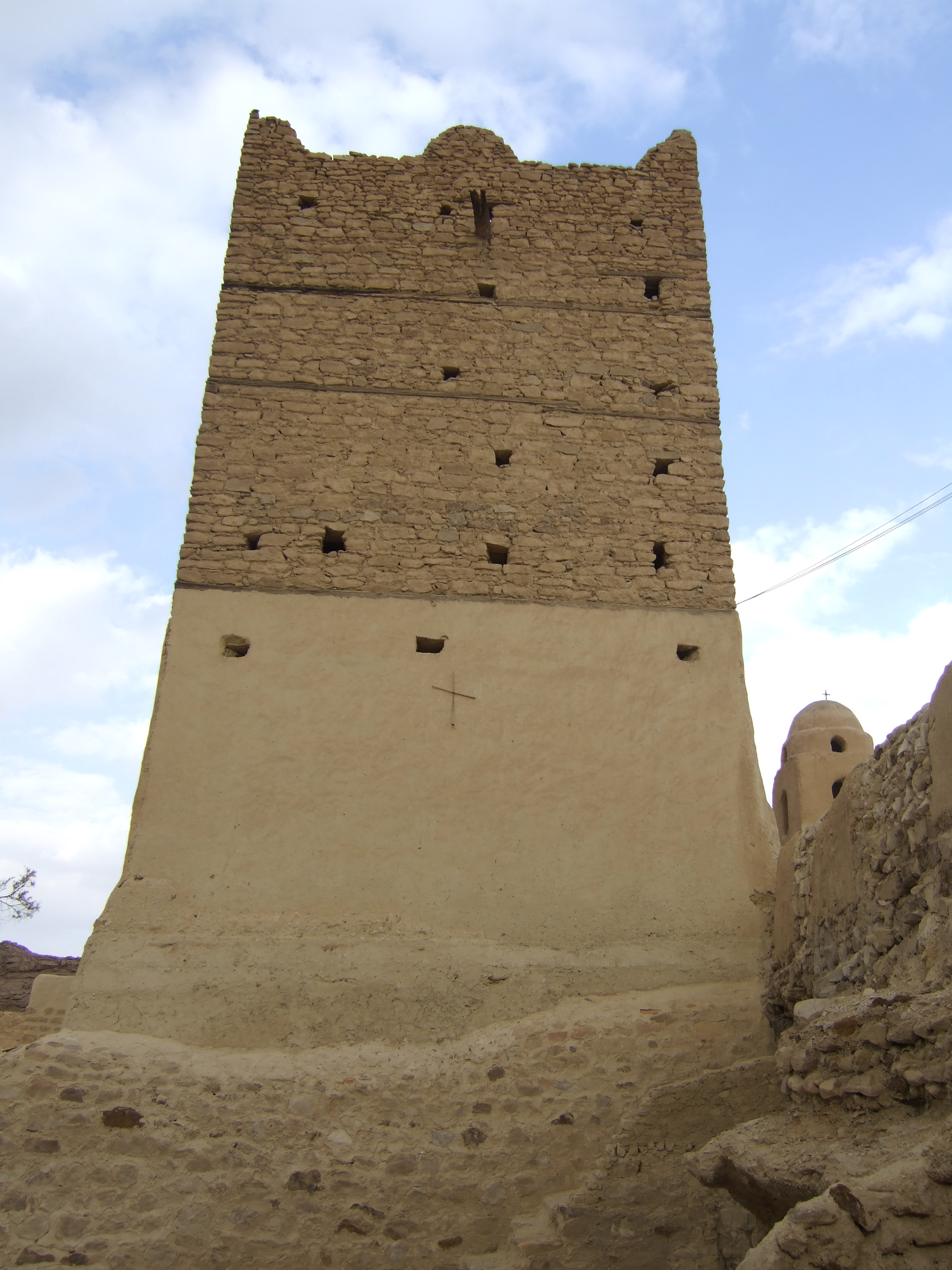
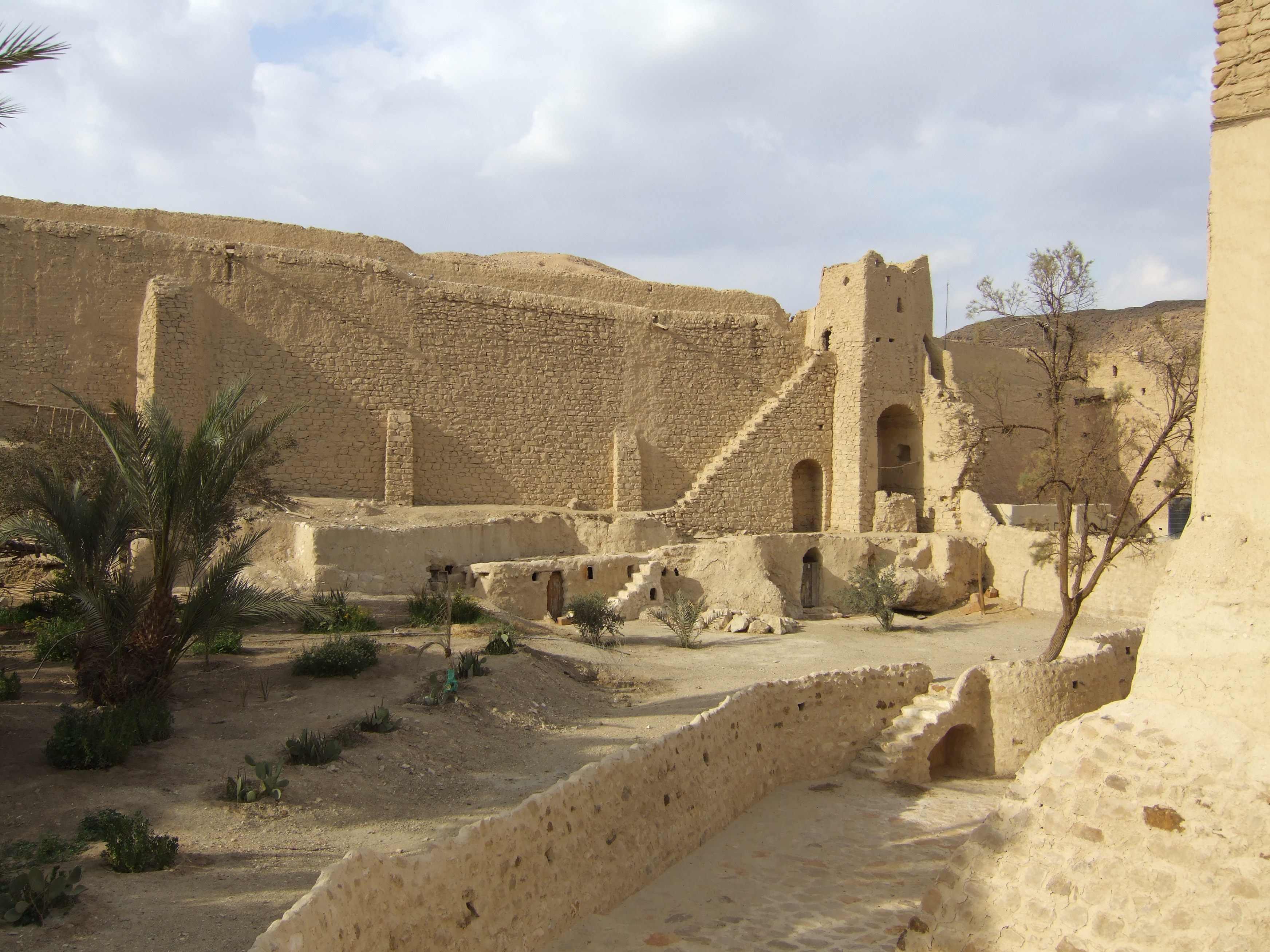
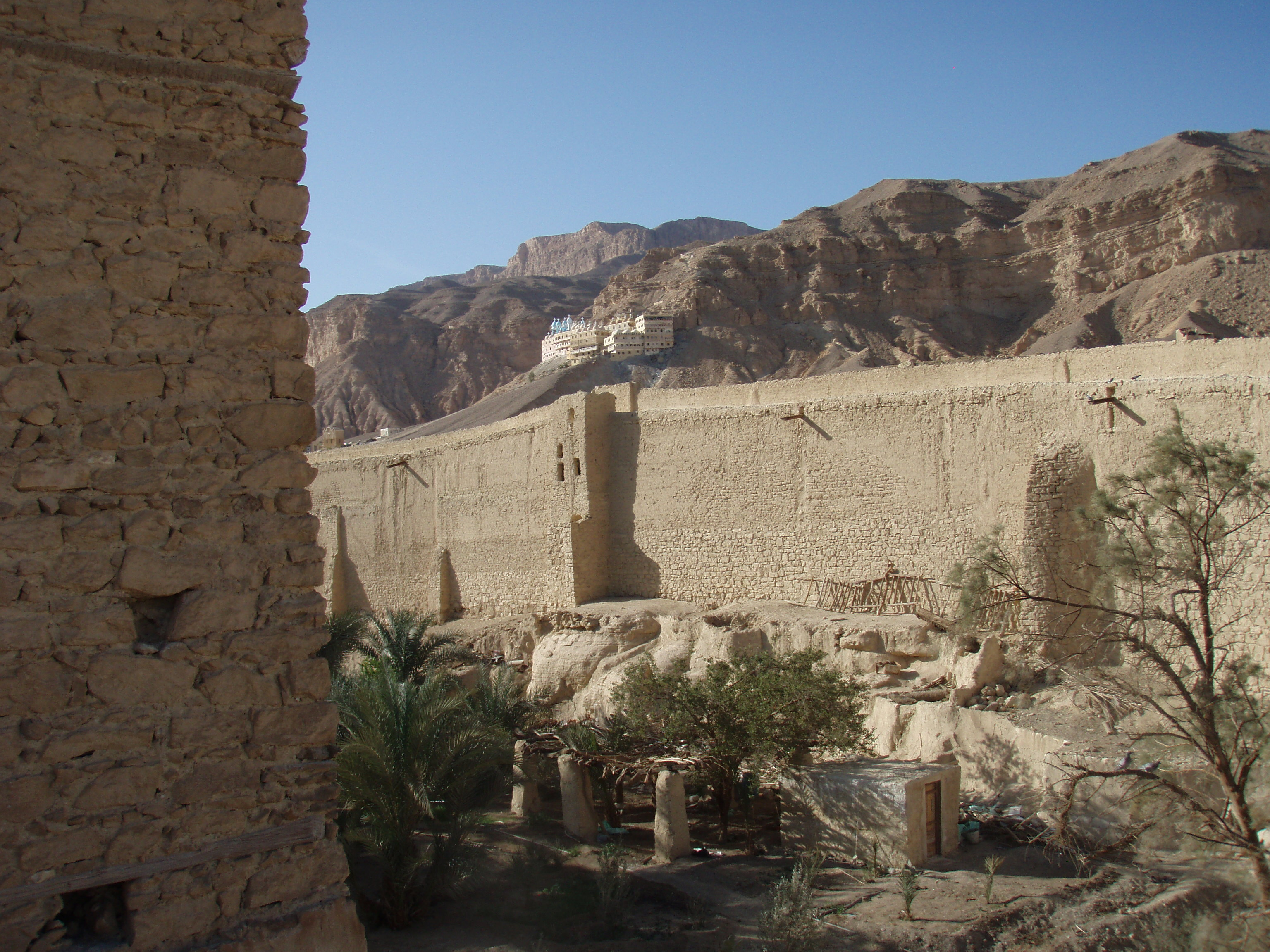
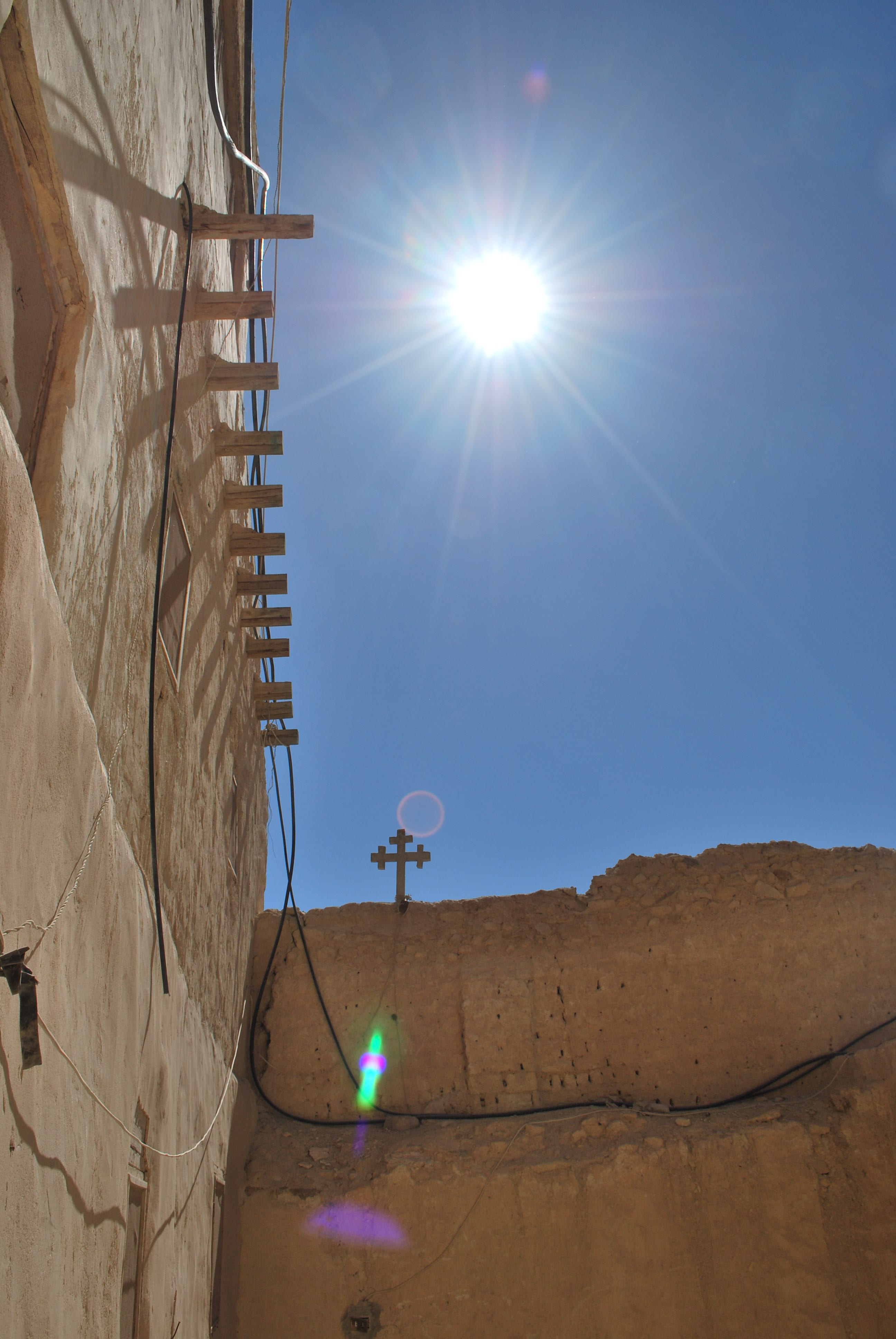
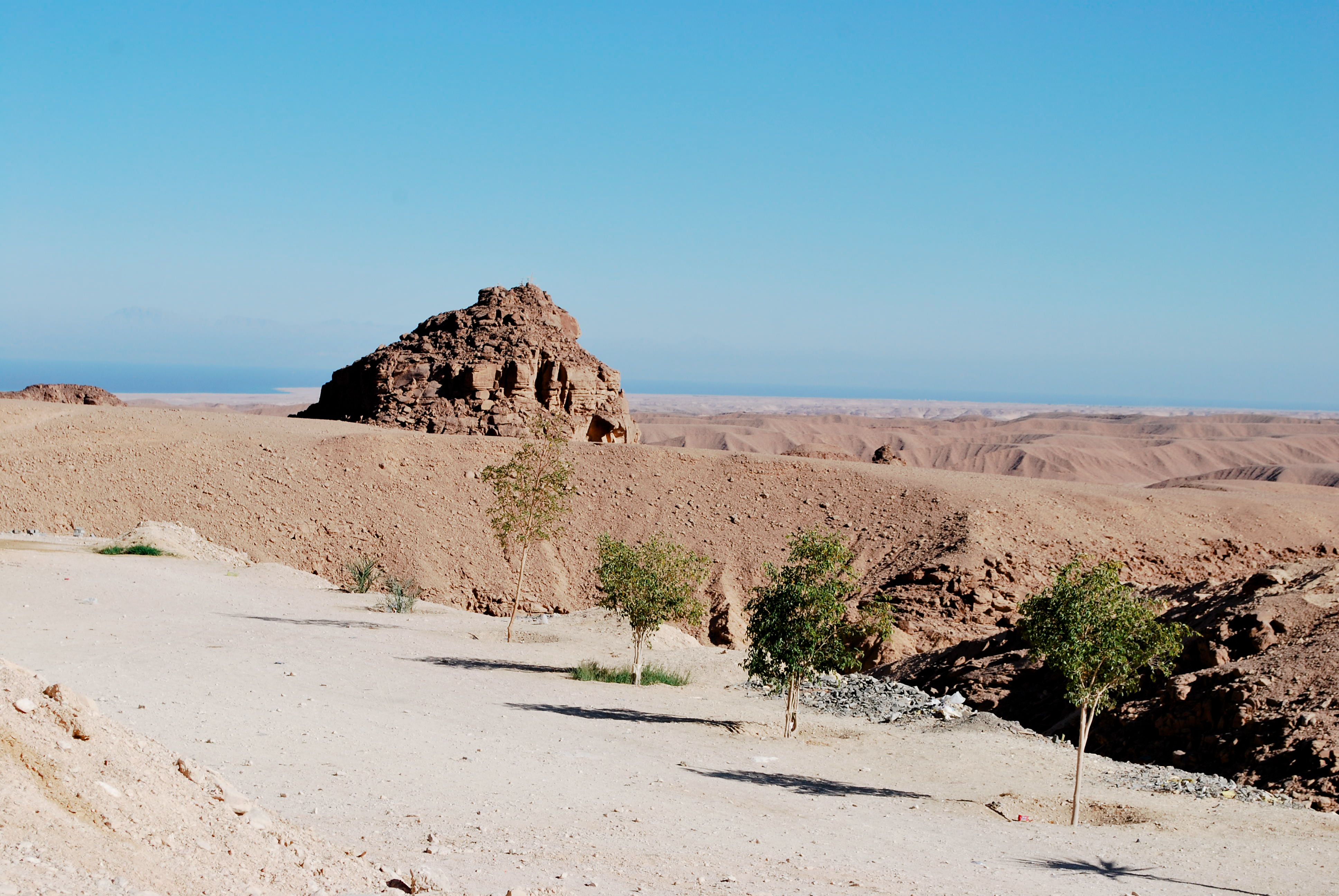
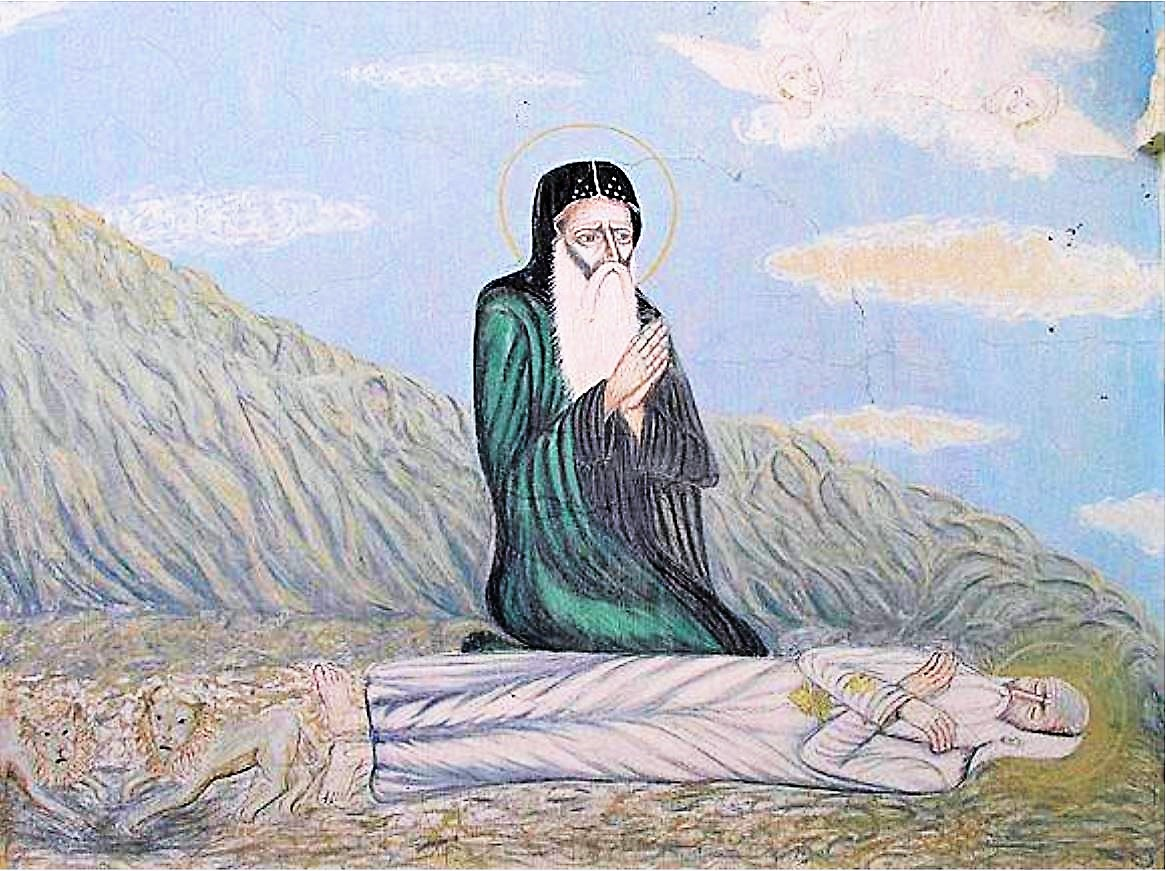